# Сарыкамыш (город)
Сарыкамы́ш или Саракамы́ш (тур. Sarıkamış), Егегни́к (арм. Եղեգնիկ) — город и район в илe Карс Турецкой республики.

## География
Сарыкамыш расположен на высоте около 2100 м над уровнем моря на безлесой межгорной равнине в Восточной Турции, с нескольких сторон к городу подступают горы, покрытые сосновым лесом. Одна из вершин — Джибильтепе высотой 2700 м оказалась достаточно удобной для обустройства горнолыжных спусков.

### Климат
Климат резко континентальный: холодная снежная зима, изнуряюще знойное лето.

## История

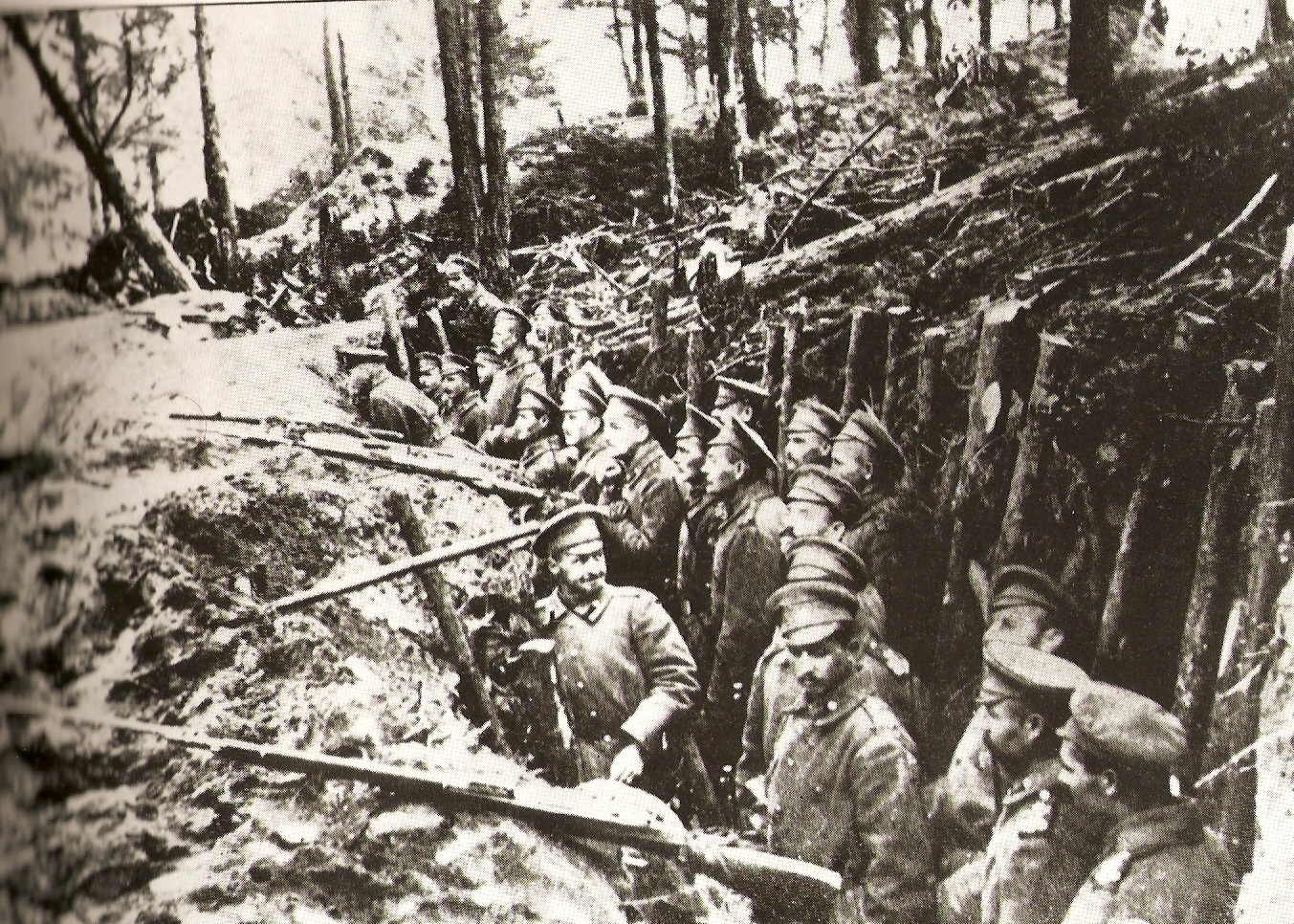
Позиции Русской Кавказской армии под Сарыкамышем, 1914 год

Согласно археологу А. Сагона, на землях, которые ранее находились под владычеством Урарту, особенно в районе долины реки Зивин, вероятно, могла располагаться земля хальдов.
Исторически, территория, на которой располагается Сарыкамыш, входила в состав гавара Вананд области Айрарат Великой Армении.
В 1877 вошёл в состав Российской империи (Соганлугский участок Карсского округа Карсской области).
Во время Первой мировой войны под Сарыкамышем произошло сражение между армиями Российской и Османской империй, у обеих сторон основные потери составили обмороженные. Сарыкамышское оборонительное сражение закончилось победой русских войск.
В начале 1915 года начальник штаба Верховного главнокомандующего Русской Императорской армии генерал Н. Н. Янушкевич писал военному министру Сухомлинову по поводу готовящейся поездки Николая II на фронт: «Куда поедет государь, ещё не известно. Очень хочет ближе к шрапнели. Вы изволили запросить (о Георгии) про поездку под Сарыкамыш [Саракамыш]…»

## Население

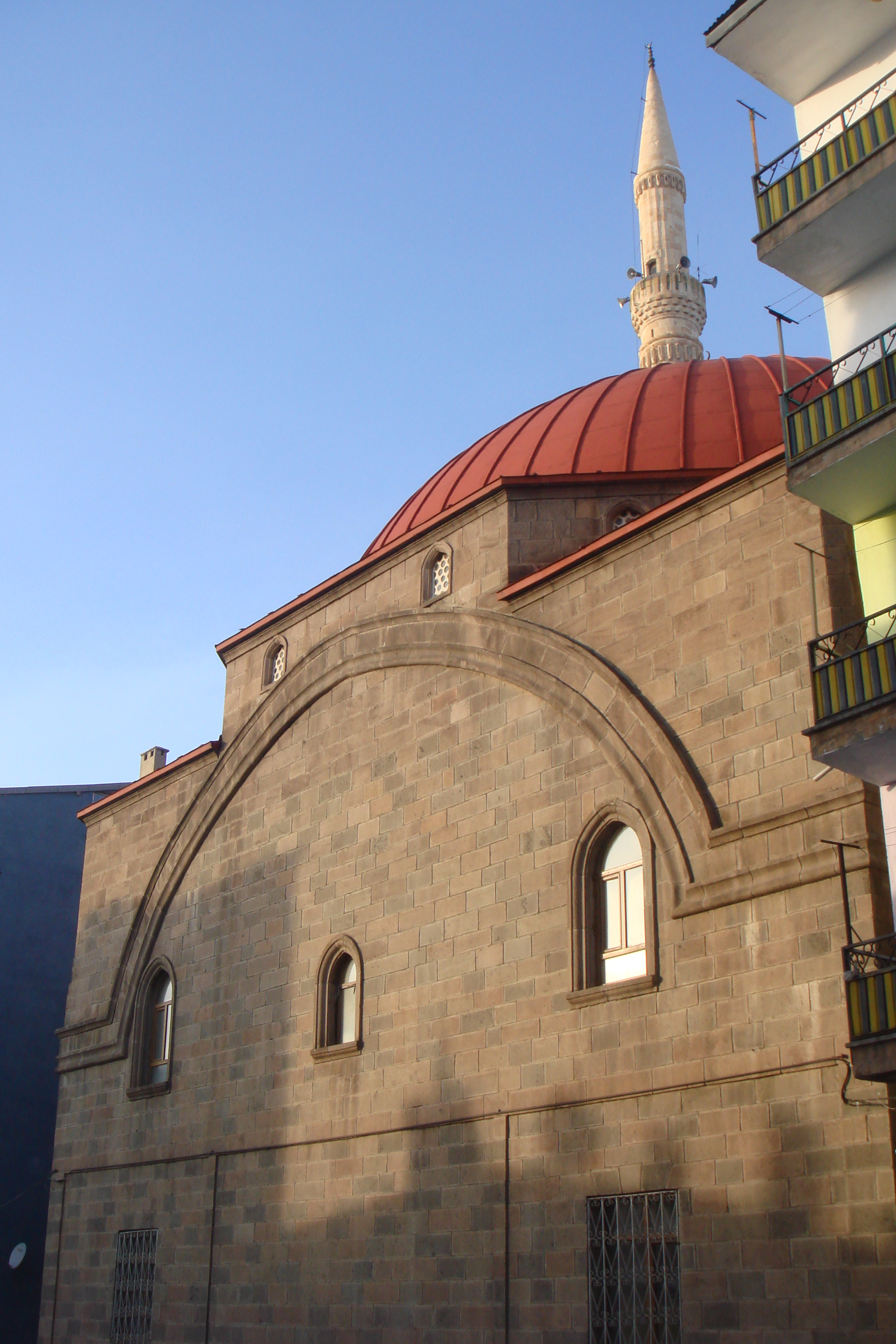
Большая мечеть

По данным «Кавказского календаря» на 1910 и 1912 гг. проживали в основном русские и осетины, к 1911 году население составляло 2 996 чел.
Согласно другим источникам, в составе населения в основном преобладали армяне и переселенцы с Кавказа — чеченцы и осетины мусульмане.
После Первой мировой войны армян здесь практически не осталось, а осетины переселились в большие города, и сейчас Сарыкамыш в основном населён курдами. В новом районе, построенном на некотором отдалении от города для нужд нарождающейся туристической индустрии, преобладают сезонные работники — турки.

## Культура
Сарыкамыш достаточно патриархальный восточный город, лишь недавно затронутый современной жизнью. В историческом центре расположена мечеть и памятник Ататюрку. В курортном поселке есть памятник неизвестному лыжнику. Во время российского владычества в городе существовала православная церковь Михаила Архангела при 156-м Елисаветпольском полку.
В окрестностях города, на опушке соснового леса расположен охотничий домик российского императора Николая II, построенный в 1897 году из сосны в русском стиле. Долгое время принадлежавший военным, лишь в 2009 году особняк передан в распоряжение Министерства культуры и туризма провинции Карс. Начата реставрация объекта.

## Экономика

### Туризм

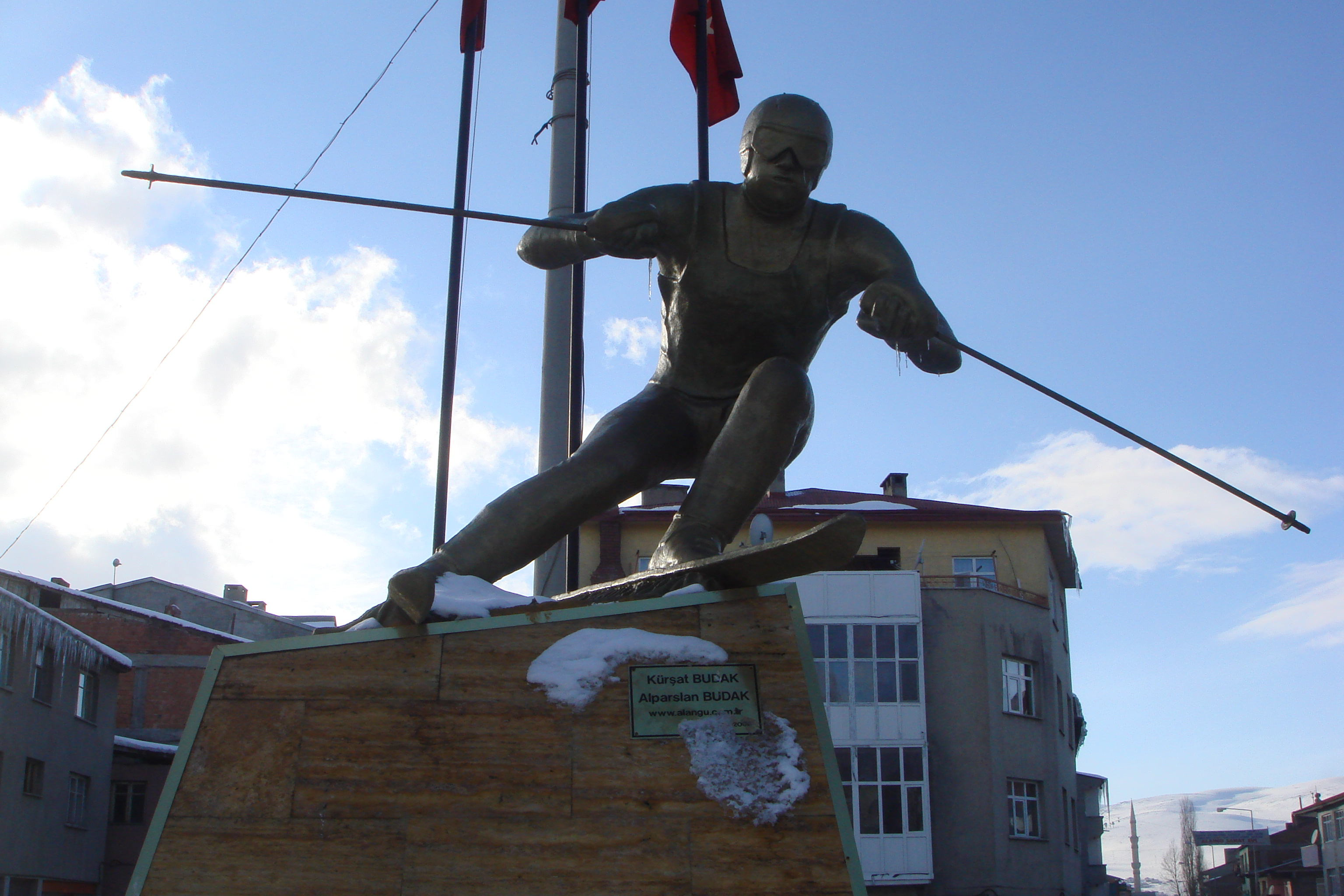
Памятник лыжнику при въезде в «гражданскую» часть города

Курортная зона, расположенная в нескольких километрах от города у подножия Джибильтепе, представлена двумя отелями. Трёхзвездочный Джамкар (Camkar) и пятизвездочный Toprak-hotel, принадлежащий корпорации Toprak, многоотраслевой компании, занимающей значительное место в турецкой экономике. Планируется строительство ещё нескольких отелей.
Сарыкамыш в силу своих природных особенностей более всего предназначен для зимнего лыжного отдыха и в качестве горнолыжного курорта имеет международное значение (Основной поток туристов формируется в России, на Украине и в Западной Турции). В летний период курорт представляет собой охотничью базу общетурецкого значения.
Поскольку Саркамыш — молодой курорт, на данный момент действуют только 2 кресельных подъёмника, остальные (как минимум 1) находятся в стадии проектирования.
- 1-й подъёмник Сарычам Телесиеж — 4-кресельный, начинается с высоты 2169 м, заканчивается на высоте 2300 м, общая длина 2000 м.
- 2-й подъёмник Джибильтепетелесиеж — является продолжением первого, также 4-кресельный, начинается на высоте 2300 м, заканчивается под вершиной Джибильтепе (на отметке 2635 м), общая длина 2000 м.

На курорте действуют 4 горнолыжные трассы всех четырёх уровней сложности; планируются ещё 7.

## Известные уроженцы и жители
- Йешим Устаоглу (род. 1960) — турецкий кинорежиссёр и сценаристка.
- Алексей Кокорекин (1906—1959) — советский график.
- Арменак Мнджоян (1904—1970) — армянский советский химик-органик.
- Арам Мелик-Степанян (1908—1986) — советский учёный в области кинотехники.